# Peer Moberg
Peer Moberg (Oslo, 14 de fevereiro de 1971) é um velejador norueguês.

## Carreira
Representou seu país nos Jogos Olímpicos de 1996, 2000, 2004 e 2008, conquistou uma medalha de bronze, na classe laser, em 1996. 